# 水菱镁石
水菱镁石（英語：Hydromagnesite）
是一種水合碳酸鎂礦物，化學式為Mg5(CO3)4(OH)2•4H2O。
它通常與含鎂礦物（如蛇紋石或[[水鎂石）的風化產物有關。 它在超鎂鐵岩和蛇紋岩中以結殼和脈狀或裂縫充填的形式出現，並出現在熱液蝕變的白雲岩和大理石中。水菱镁石通常以洞穴和“月乳”的形式出現在洞穴中，由滲出富鎂岩石的水沉積而成。 它是繼方解石和文石之後最常見的洞穴碳酸鹽[。 這種礦物在大約 220 °C 至 550 °C 的溫度範圍內發生熱分解，然後釋放出水和二氧化碳，並留下氧化鎂殘留物。
水菱镁石呈小球状，具灰白色条痕色，晶体玻璃光泽，透明，集合体珍珠光泽，密度2.13-2.235g/cm3，解理{010}完全，{100}中等。它於 1836 年首次在新澤西州霍博肯被發現。 
土耳其南部鹼性（pH 值大於 9）淡水湖 (Salda Gölü) 中的疊層石，其水菱镁石是被矽藻和藍藻沉澱出結晶而成。 

### 用途
它最常見的工業用途是與矽鎂石混合物作為阻燃劑  .水菱镁石吸熱會分解，釋放出水和二氧化碳，留下氧化鎂殘留物。 初始分解開始於約 220 °C，這就使它非常適用作聚合物中的填料，而且比最常用的氫氧化鋁阻燃劑好。 

### 熱分解
水菱镁石分三個階段熱分解，並釋放出水和二氧化碳。
第一階段從大約 220 °C 開始，是釋放出四個結晶水分子。 隨後在約 330 °C 時，氫氧根離子分解為水分子。 最後，在大約 350 °C 時開始釋放二氧化碳。 根據加熱速率，二氧化碳的釋放可以進一步分為兩個階段。 

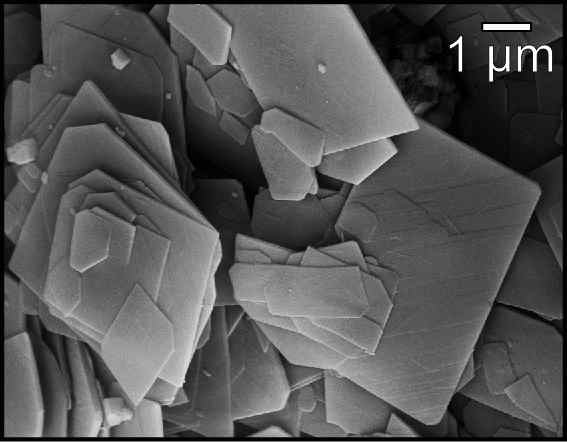
水菱鎂礦的 SEM 顯微照片。顯示片狀晶體形態 標本地點：加拿大不列顛哥倫比亞省阿特林附近的水菱鎂礦-菱鎂礦礦產地